# Kanato túrquico
El kanato túrquico (en  turco antiguo: 𐱅𐰇𐰼𐰰: 𐱅𐰇𐰼𐰰 Kök Türük ; en chino, 突厥 汗国; pinyin, Tūjué hánguó) o kanato göktürk fue un kanato establecido por el clan Ashina de los göktürks en el interior de Asia medieval. Bajo el liderazgo de Bumin Jagan (fallecido en 552) y de sus hijos, los Ashina sucedieron al kanato de los rouran como potencia hegemónica de la meseta mongola y expandieron rápidamente sus territorios en Asia Central. Inicialmente el kanato usaba el idioma sogdiano en funciones oficiales y numismáticas. Fue el primer estado túrquico en usar políticamente el nombre «Türk» y es conocido por el primer registro escrito de cualquier lengua túrquica en la historia.
El primer kanato túrquico colapsó en 581, después de lo cual siguieron una serie de conflictos y guerras civiles que separaron políticamente el «kanato túrquico oriental» y el «kanato túrquico occidental». El kanato túrquico del este fue subyugado por la dinastía Tang en el año 630; el kanato túrquico occidental se desintegró en la misma época. El segundo kanato túrquico surgió en 682 y duró hasta 744 cuando fue derrocado por los uigures, un grupo túrquico diferente.

## Primer kanato (552-581)

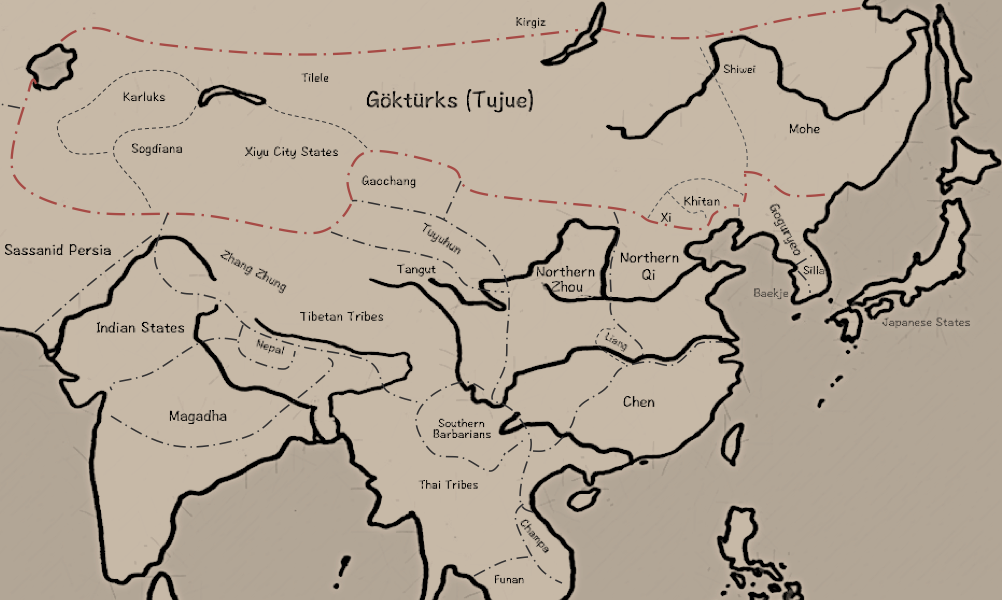
Mapa del primer kanato túrquico hacia 570

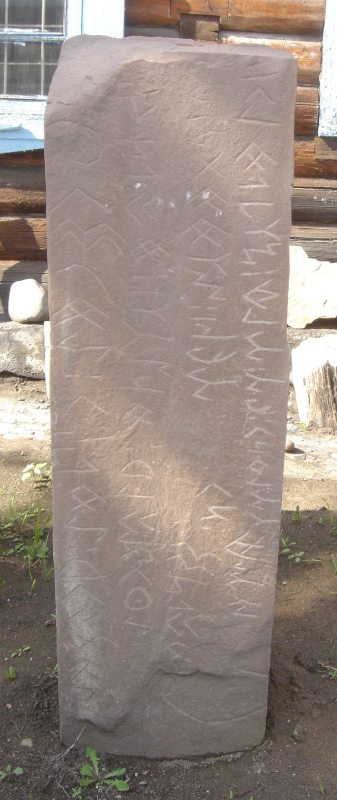
Inscripción en la ciudad de Kyzyl

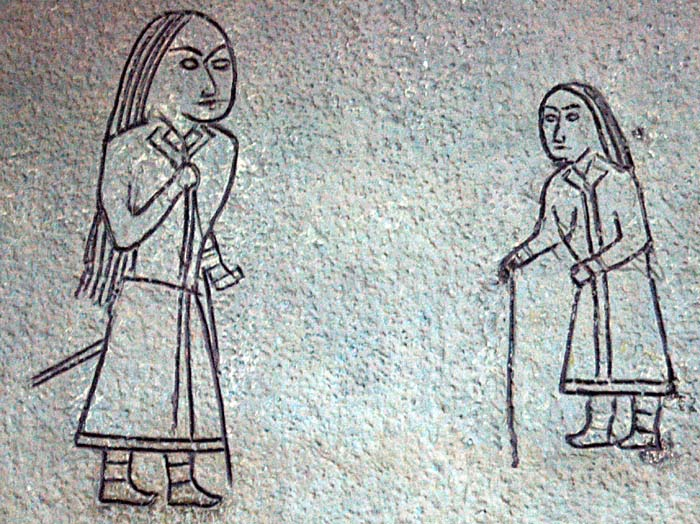
Petroglifos göktürks de Mongolia (siglos VI al VIII)

Los orígenes del kanato túrquico se remontan a 546, cuando Bumin Jagan hizo un ataque preventivo contra los grupos uigures y tieles que planeaban una revuelta contra sus señores supremos, el kanato de los Rouran. Por este servicio, esperaba ser recompensado con el enlace con una princesa de los rouran, enparentándose así con la familia real. Sin embargo, el kagan de los rouran, Yujiulü Anagui, envió un emisario a Bumin para reprenderlo, diciendo: «Tú eres mi esclavo herrero. ¿Cómo te atreves a pronunciar estas palabras?» Como «esclavo de herrero» de Anagui (en chino, : 鍛奴; pinyin, duànnú) el comentario fue registrado en las crónicas chinas, algunos afirman que los göktürks eran de hecho siervos de herreros de la élite de los rouran, y que la «esclavitud del herrero» pudo haber indicado una forma de vasallaje dentro de la sociedad rouran. Según Denis Sinor, esta referencia indicaría que los «Türks» se habrían especializado en metalurgia, aunque no está claro si serían mineros o, de hecho, herreros. Cualquiera que fiuese el caso, que los túrquicos eran «esclavos» no necesita tomarse literalmente, ya que probablemente representase una forma de vasallaje, o incluso una alianza desigual.
Un decepcionado Bumin estableció una alianza con los Wei occidental contra los rouran, su enemigo común. En 552, Bumin derrotó a los Anaguis y sus fuerzas al norte de Huaihuang (la moderna Zhangjiakou, en la provincia de Hebei).
Habiendo sobresalido tanto en la batalla como en la diplomacia, Bumin se declaró Illig Khagan del nuevo kanato en Otukan, pero murió un año después. Su hijo, Muqan Jagan, derrotó al Imperio heftalita, Kitán y Kyrgyz. El hermano de Bumin, Istämi († 576) llevaba el título «Yabgu del Oeste» y colaboró con el Imperio sasánida de Irán para derrotar y destruir a los heftalitas, que eran aliados de los rouran. Esta guerra reforzó el control del clan Ashina en la Ruta de la Seda.
La aparición de los ávaros de Panonia en el Oeste se ha interpretado como una facción nómada que huía de la expansión hacia el oeste de los göktürks, aunque los detalles son una cuestión de debate irreconciliable dada la falta de fuentes claras y de cronología. René Grousset vincula a los ávaros con la caída de los heftalitas en lugar de los rouran, mientras Denis Sinor argumenta que la identificación rouran-ávaros se «repite de un artículo a otro, de libro en libro sin pruebas que lo respalden».
La política de expansión occidental de Istämi llevó a los göktürks a adentrarse en Europa. En 576 los göktürks cruzaron el estrecho de Kerch, en Crimea. Cinco años más tarde sitiaron el Quersoneso; su caballería siguió deambulando por las estepas de Crimea hasta 590. En cuanto a las fronteras meridionales, fueron atraídas hacia el sur del Amu Darya, lo que provocó que los Ashinas entraran en conflicto con sus antiguos aliados, el Imperio sasánida. Gran parte de Bactria (incluida Balkh) siguió siendo una dependencia de los Ashinas hasta el final del siglo.

## Guerra civil

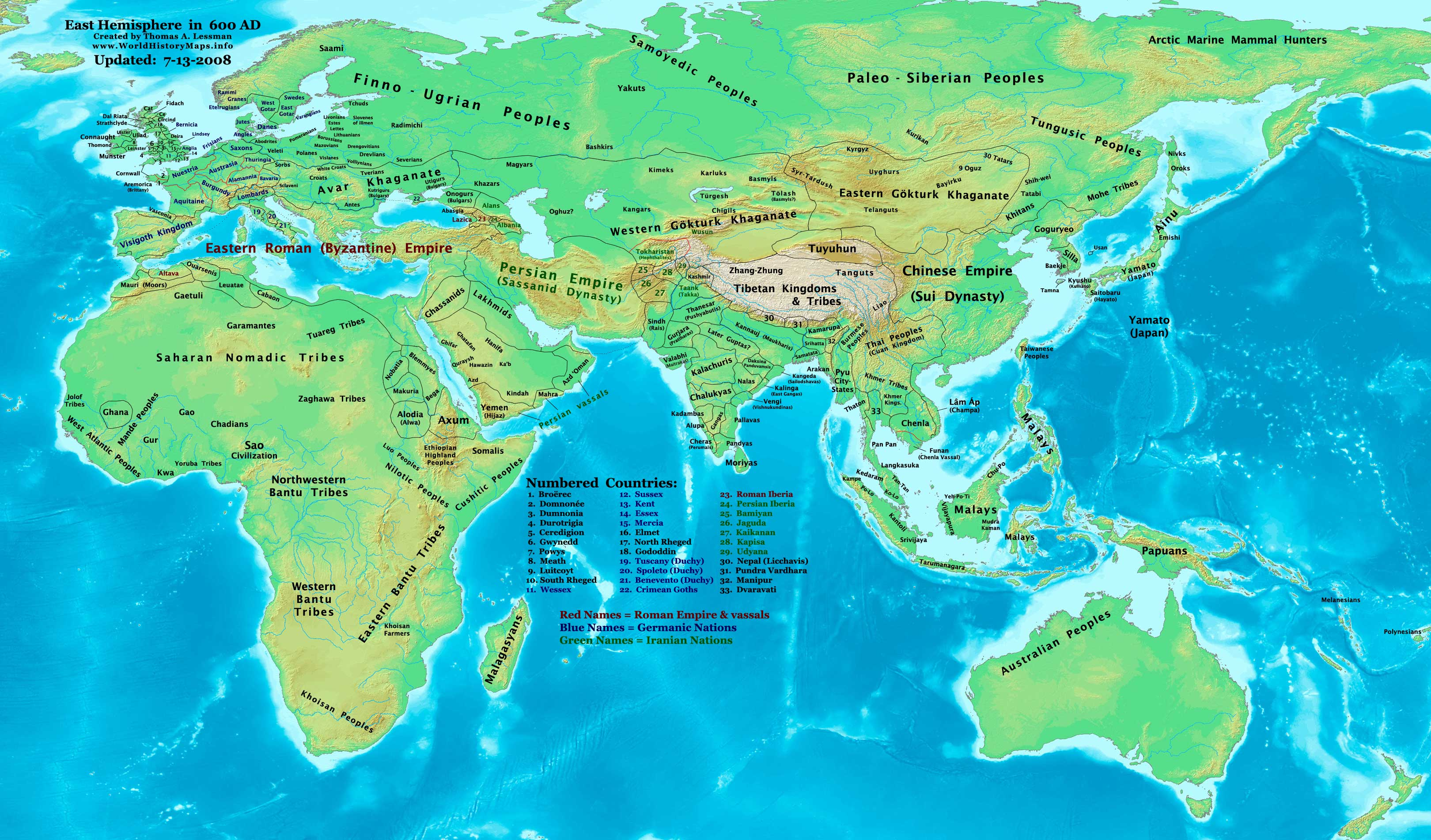
Kanatos túrquicos occidentales y orientales en 600

El kanato túrquico se dividió en dos después de la muerte del cuarto gobernante, Taspar Jagan, ca. 584. Había deseado el título de kagan para el hijo de Muqan, Apa Jagan, pero el sumo consejo nombró a Ishbara Jagan. Se formaron facciones alrededor de ambos líderes. En poco tiempo, cuatro rivales reclamaron el título. Fueron exitosamente enfrentados por los Sui y los Tang de China.
El candidato más serio fue uno de los occidentales, Tardu, el hijo de Istämi, un hombre violento y ambicioso que ya se había declarado independiente de los jagan después de la muerte de su padre. Tardu tomó entonces el título y condujo un ejército al este para reclamar el asiento del poder imperial, en Otukan.
Para reforzar su posición, Ishbara del kanato oriental solicitó protección al emperador Yang de los Sui. Tardu atacó la ciudad de Chang'an, la capital de los Sui, alrededor de 600, exigiendo al emperador Yangdi que terminase su interferencia en la guerra civil. En represalia, la diplomacia china incitó con éxito una revuelta de los vasallos tieles de Tardu, lo que condujo al final del reinado de Tardu en 603. Entre las tribus disidentes se encontraban los uigures y Xueyantuo.

### Kanato túrquico oriental

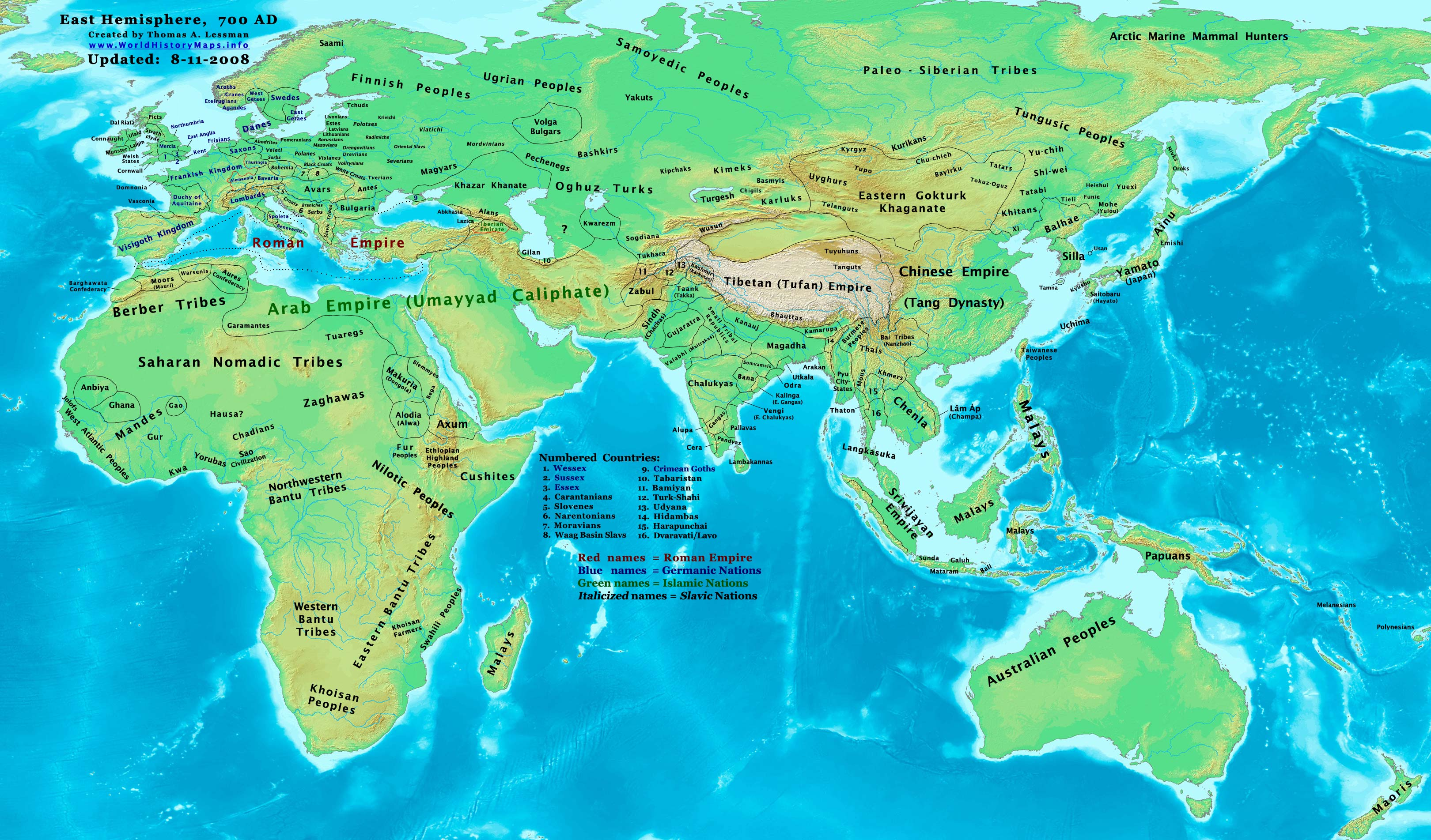
Kanatos túrquicos orientales en 700

La guerra civil dejó el imperio dividido en dos partes, orientales y occidentales. La parte oriental, todavía gobernada desde Otukan, permaneció en la órbita de los Sui y retuvo el nombre de göktürks. Shibi Kan (609-619) e Illig Jagan (620-630) atacaron a China en su momento más débil durante la transición entre las dinastía Sui y Tang. El ataque sorpresa de Shibi Kan contra la comandancia de Yanmen durante una gira imperial por la frontera norte casi logró capturar al emperador Yang, pero su esposa china, la princesa Yicheng —que había sido bien tratada por la emperatriz Xiao en una visita anterior—, le envió una advertencia, permitiendo al emperador ya la emperatriz huir al asiento de la comandancia en el actual Daixian, en Shanxi. Esta fue asediado por el ejército turco el 11 de septiembre de 615, pero los refuerzos chinos y un informe falso de la princesa Yicheng a su marido sobre un ataque en el norte en el kanato lo llevaron a levantar el sitio antes de su terminación.
En 626, Illig Jagan aprovechó el incidente de la Puerta de Xuanwu y condujo hasta Chang'an. El 23 de septiembre de 626 Illig Jagan y su caballería de hierro llegaron a la orilla del río Wei, al norte del puente Bian (en el actual Xianyang, en Shaanxi). El 25 de septiembre de 626 Li Shimin (más tarde, emperador Taizong de Tang) e Illig Jagan formaron una alianza sacrificando un caballo blanco en el puente Bian. Los Tang pagaron una compensación y prometieron más tributos, por lo que Illig Jagan ordenó que se retirara su caballería de hierro. Esto se conoce como la alianza del Río Wei (渭水 之,), o la alianza de Bian Qiao (便橋 會 便桥 / 便桥 盟 盟). En total, se registraron 67 incursiones en territorios chinos.
Antes de mediados de octubre de 627, las fuertes nevadas en las praderas de Mongolia y de Manchuria cubrían el suelo con  una profundidad de varios pies, impidiendo el pastoreo  nómada  del ganado y causando una mortandad masiva entre los animales. Según el Nuevo Libro de Tang, en 628, Taizong mencionó que «Ha habido una helada en pleno verano. El sol había salido por el mismo lugar durante cinco días. La luna había tenido el mismo nivel de luz durante tres días. el campo estaba lleno de atmósfera roja (tormenta de polvo)».
Illig Jagan fue derrocdo por una revuelta de sus tribus vasallas tieles (626-630), aliados con el emperador Taizong de los Tang. Esta alianza tribal figura en los registros chinos como Huihe (uigur).
El 27 de marzo de 630 un ejército de los Tang bajo el mando de Li Jing derrotó al kanato túrquico oriental bajo el mando de Illig Jagan en la batalla de Yinshan (陰山 之阴山 / 阴山 战 战). Illig Jagan huyó a Ishbara Shad, pero el 2 de mayo de 630 el ejército de Zhang Baoxiang avanzó hasta el cuartel general de Ishbara Shad. Illig Jagan fue tomado prisionero y enviado a Chang'an. El kanato túrquico oriental colapsó y se incorporó al sistema Jimi de losTang. El emperador Taizong dijo: «Es suficiente para mí compensar mi deshonor en el río Wei».

### Kanato túrquico occidental (627-648)
Los kanes occidentales Sheguy y Tong Yabghu Jagan construyeron una alianza con el Imperio bizantino contra el Imperio sasánida que tuvo éxito en la restauración de las fronteras del sur, a lo largo de los ríos Tarim y Amu Darya. Su capital era Suyab, en el valle del río Chu, a unos 6 km al sudeste de la moderna Tokmak. En 627, Tung Yabghu, asistido por los jázaros y por el emperador Heraclio, lanzó una invasión masiva en Transcaucasia que culminó con la toma de las ciudades de Derbent y Tbilisi (para más detalles, véase ). En abril de 630, el diputado de Tung, Böri Shad, envió la caballería de los köktürks a invadir Armenia, donde su general Chorpan Tarkhan logró derrotar a una gran fuerza persa. El asesinato de Tung Yabghu en 630 obligó a los köktürks a evacuar Transcaucasia.
El kanato túrquico occidental fue modernizado a través de una reforma administrativa de Ashina Clan (r. 634-639) y llegó a ser conocido como el Onoq. El nombre se refiere a las «diez flechas» que fueron otorgadas por el kagan a cinco líderes —shads— de sus dos confederaciones tribales constituyentes, los  Dulo y Nushibi, cuyas tierras quedaban divididas por el río Chui. La división fomentó el crecimiento de las tendencias separatistas y pronto la Antigua Gran Bulgaria, bajo Kubrat, el jefe de los Dulo, se separó del kanato. Las campañas Tang contra los turcos occidentales, contra el kanato y sus vasallos, los estados del oasis de la cuenca de Tarim. La campaña de los Tang contra Karakhoja en 640 llevó a la retirada de los turcos occidentales, que fueron derrotados durante las campañas de los Tang contra Karasahr en 644 y la campaña de los Tang contra Kucha en 648, que condujo a la conquista de los turcos occidentales por Su Dingfang, general de los Tang.
El emperador Taizong de los Tang fue proclamado kagan de los göktürks.
En 657, el emperador de China llegó a imponer un gobierno indirecto en toda la Ruta de la Seda hasta Irán. Instalaron dos kaganes para gobernar las diez flechas (tribus) de los göktürks. Cinco flechas de los Tulu (咄 陆) estaban gobernadas por kaganes con el título de Xingxiwang (興 昔 亡) mientras que las cinco flechas de los Nushipi (弩 失 絕 ru) eran gobernadas por Jiwangjue (繼 往 可汗 可汗). Las cinco flechas de los Tulus correspondían al área al este del lago Baljash, mientras que las cinco de los Nushipi correspondían a la tierra al este del mar de Aral. Los göktürks llevaban entonces títulos chinos y lucharon a su lado en sus guerras. La época que se extiende desde 657 hasta 699 en las estepas se caracterizó por numerosos gobernantes: débiles, divididos y comprometidos en constantes guerras menores bajo el Protectorado Anxi hasta el surgimiento de los turgesh.

## Segundo kanato túrquico (682-744)
Ilterish Jagan y su hermano Qapaghan Jagan se rebelaron contra la dinastía Tang en 679 y establecieron el segundo kanato túrquico en 682. Durante las décadas siguientes se hicieron con el control de las estepas más allá de la Gran Muralla de China. En 705, se habían expandido llegando al sur hasta la ciudad de Samarcanda y amenazado el control árabe de la Transoxiana. Los göktürks se enfrentaron con el Califato omeya en una serie de batallas (712-713) pero los árabes salieron victoriosos. (para más detalles,véase Conquistas árabes en Transxoniana)
El segundo kanato tenía su centro en Ötüken, en los tramos superiores del río Orjón. Esta política fue descrita por los historiadores como «la empresa conjunta del clan Ashina y los sogdianos, con un gran número de burócratas chinos involucrados también». El hijo de Ilterish, Bilge Jagan, también fue un líder fuerte cuyas acciones se registraron en las inscripciones de Orjón. Después de su muerte en 734, el segundo kanato túrquico entró en decadencia. Los göktürks finalmente fueron víctimas de una serie de crisis internas y de unas renovadas campañas chinas.
Cuando Kutlug I Bilge Kagan  de los uigures se alió con los carlucos y basmyls,  el poder de los göktürks estaba en decadencia. En 744 Kutlug se apoderó de Ötüken y decapitó al último kagan göktürk, Ozmish Jagan, cuya cabeza fue enviada a la corte de los Tang. En el lapso de unos años, los uigures adquirieron el dominio del Asia interior y establecieron el kanato uigur.

## Costumbres y cultura

### Sistema político
Los göktürks fueron gobernados por el Kurultai, un consejo político y militar de kanes y otros líderes de alto rango, como los aqsaqals. El jagan estaba subordinado a la autoridad soberana el kurultai.

### Religión
Los göktürks y otros pueblos túrquicos antiguos eran principalmente seguidores del tengrianismo, adorando al dios del cielo Tengri. El kanato recibió misioneros de la religión budista, que fueron incorporados al tengrismo. Después de la caída del kanato, muchos refugiados se asentaron en Asia Central, Medio Oriente y Europa, y adoptaron la fe islámica.